# 練習曲作品10第12號 (蕭邦)

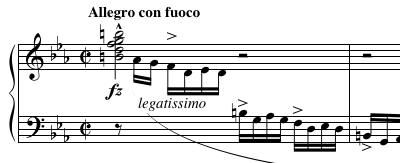
此曲的開頭

練習曲作品10第12號是蕭邦的一首練習曲作品。此曲亦稱革命練習曲，為C小調，2/2拍，火熱快板（Allegro con fuoco）。此曲約寫於1831年，獻給「我（蕭邦）的朋友李斯特·费伦茨」（à son ami Franz Liszt）。

## 歷史

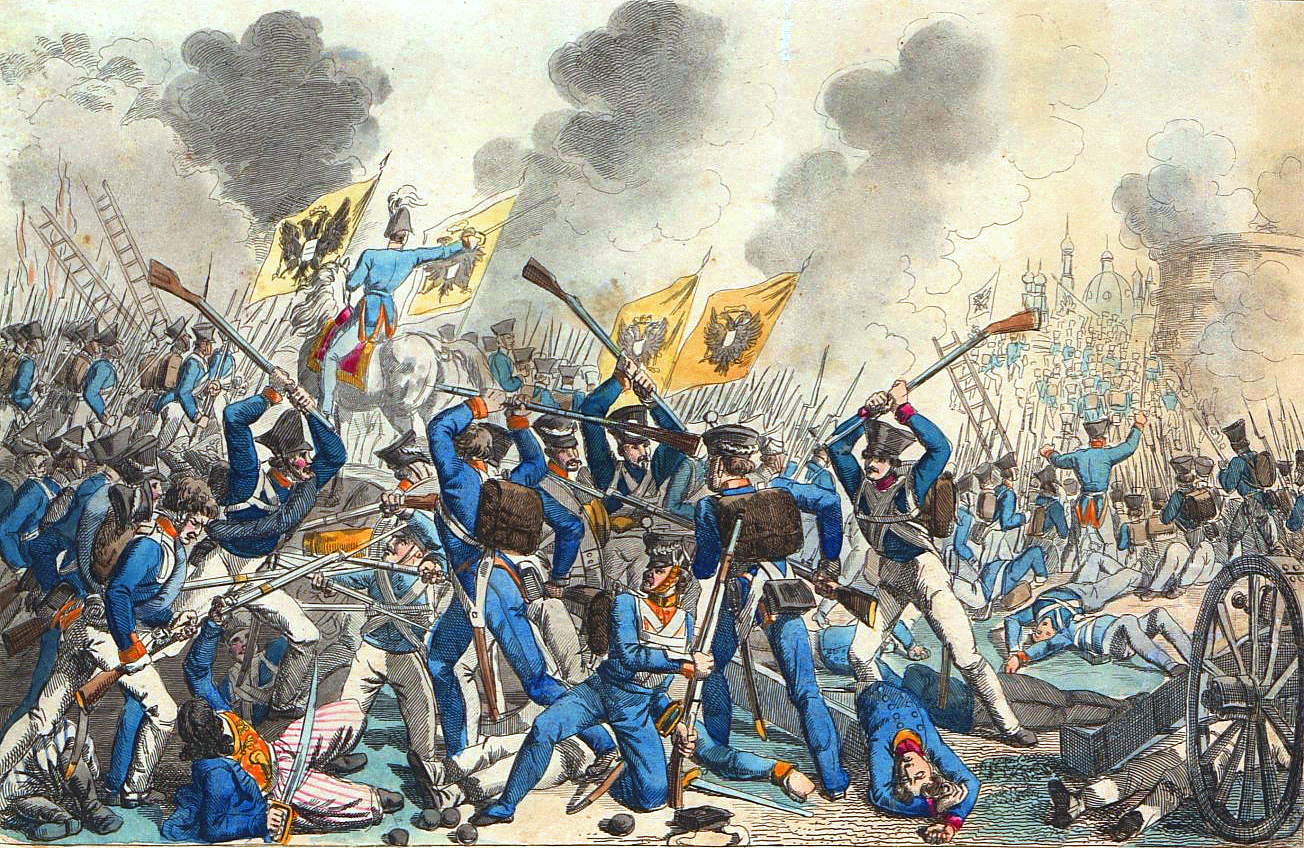
俄羅斯帝國攻擊華沙，激發蕭邦創作此曲

1830-1831年的十一月起義激發蕭邦創作了多首鋼琴曲，包括此曲。波蘭戰敗後，蕭邦喊道：「這一切使我十分痛苦。誰能預料到此結果呢！」

## 結構
全曲為三段體，開頭有個8小節的導奏，右手以一個五級的屬七和弦敲響全曲緊張的氛圍，左手隨之重複「三度與兩度交替的十六分音符下墜音型」，在重複一次後，兩手在第5小節開始採用雙手齊奏先前的下墜音型直至第9-10小節：一級和弦的琶音音型。
A段開始於第10小節的第三拍，左手維持前一音型，右手主旋律以附點節奏與長音寫成，共有兩次，第二次的尾端轉至Bb大調，並結束A段。
B段的調性非常不穩定，不斷的轉調，旋律的特質變得更寬廣，色彩不斷變化，左手以上下行交替的「解決音型」增添神秘的氣氛。
接著是8小節的間奏（與導奏內容相同，只是選音有些不同）。
回到A段，在此段中旋律以半音階潤飾，並出現了三連音（對抗十六分音符）。
旋律在第二次出現時同樣轉調，不過這次是直接打斷，接到尾奏。
尾奏的調性漸趨穩定，並於第73小節時突然打斷，留下右手的長音與半音爬升的左手營造前所未有的神秘感，持續幾次後，在第81小節雙手強而有力的齊奏果決的把全曲帶向結尾處憤慨的和弦，並以大調作結。

## 和聲分析
導奏：c minor: V(65) - i
A段：c minor: i - vii43/V - V6 - vii6/iv- IV6 - iv6 - I64 - i64 - V - i（終結式） = Bb Major: ii - V43 - I6 - ii65 - V65/V - I64 - iv6 - I64 - V7 - I（終結式）
B段: d# minor: iv - i （模進）c# minor: iv - i - V65=(異名同音）Db Major: V65 - （模進） Eb Major: V65 - （模進）f minor: V65 - i - VI - i = c minor: iv - ii65 - V7
間奏：V(65) - i
A’段：i - vii43/V - V6 - vii6/iv - IV6 - iv6 - I64 - i64 - V - i - vii43/V 
尾奏：Gb Major : I - f minor: ii7 - vii7 -（模進）E Major: (異名同音）I - Eb Major: vii7 - I - c minor: V6 - i - N6 - i64 - V7 - i - vii7/iv - iv - I - iv - I - vii7/iv - IV - iv - I

### 相似樂曲
這使人聯想起貝多芬最後一首鋼琴奏鳴曲，它的第一樂章亦是C小調，結尾部分調性轉至C大調。

## 相關創作
- 戈多夫斯基有一鋼琴左手改編曲，為升C小調
- 此曲亦常於電影、電視、遊戲等中出現，如劇集新金剛戰士、假面騎士空我、貓和老鼠（渲染某集暴風雪傑瑞被凍僵），遊戲信賴鈴音 ～蕭邦之夢～以及G弦上的魔王等

## 外部連結
- 蕭邦樂曲分析 （页面存档备份，存于）
- 来自乌托邦计划（英语：Mutopia Project）的多种格式樂譜 （页面存档备份，存于）
- 練習曲作品10：国际乐谱典藏计划上的乐谱
- YouTube上此曲的演奏音频：伊格纳兹·弗里德曼，阿尔弗雷德·科尔托，阿图尔·鲁宾斯坦，克劳迪奥·阿劳，弗拉基米爾·霍羅威茨，斯维亚托斯拉夫·里赫特，瓦薩里·陶馬什，亚当·哈拉谢维奇，弗拉基米尔·阿什肯纳齐及毛里齊奧·波利尼